# Təzəkənd (Daşkəsən)
Təzəkənd è un comune dell'Azerbaigian situato nel distretto di Daşkəsən. Conta una popolazione di 560 abitanti.